# 馬馬杜·沙高
馬馬杜·沙高（Mamadou Sakho，1990年2月13日—），是一名法國足球运动员，司职中后卫。
沙高在巴黎出生，父母是塞內加爾人，他是一個有七個孩子的家庭中的第四個子女。

## 球會生平

### 巴黎圣日耳曼
沙高是巴黎圣日耳曼的青訓產品，在17歲的時候就已經獲得了第一份職業合約，成為了法甲第一個1990年後出生的球員，沙高甚至成為了巴黎聖日耳門有史以來最年青的隊長。但是，隨著巴黎聖日耳門在轉會市場上一擲千金，阿歷士、蒂亚戈·席尔瓦、大衛·雷斯、馬昆奴斯等中堅先後來到巴黎聖日耳門。沙高亦淪為後補。

### 利物浦
2013年夏季轉會市場，萨科加盟利物浦，轉會費1800萬英鎊，並穿著17號球衣。初來乍到的沙高馬上就以優異的身體素質博得版面，他在體檢時不慎弄壞了一台檢測器。
2014-15球季初，利物浦主教練罗杰斯高價引進中堅洛夫伦，沙高一度重回板凳。但隨著前者在利物浦水土不服以及莫雷諾、格連·莊臣等邊後衛太愛插上進攻，羅杰斯果斷變陣3-4-3，而左中衛的位置由沙高出任。這項改變讓沙高獲益良多，他和史基泰爾以及原本是防守中場出身的安利·簡恩展現出如同和國家隊搭檔一般的默契，利物浦也從積分表後半迅速重回爭標份子行列。
薩科的利物浦生涯在2016年急轉直下，因為一個事後被證明是錯誤的禁藥指控導致他接連錯過2016年歐霸盃決賽與2016年歐洲國家盃，而利物浦也在決賽中1-3不敵塞維利亞，導致來季被迫單線作戰。

### 水晶宮
此後薩科接在國家隊的地位被取代，而在俱樂部他也和總教練克洛普產生矛盾，於2017年一月被租借至水晶宮；同年八月薩科正式轉會水晶宮，並以主力後衛的身份幫助這支被視為降級熱門的球隊成功保級。

### 蒙彼利埃
2023年十月，在训练中殴打球队主帅德尔扎卡里安，与俱乐部协商解约。

## 國家隊
2013年11月20日，在主場對陣烏克蘭的2014年巴西世界杯歐洲區附加賽第二回合的比賽中，薩科獨中兩元，使得球隊以3-0的比分逆轉烏克蘭闖入世界杯決賽階段。不少人將此場比賽與利利安·图拉姆在1998年世界盃對克羅地亞一戰梅開二度的史詩級演出相互媲美，由其兩人此前都未曾在國際賽中進球。
2018年世界盃結束後，由於飽受傷病困擾，薩科近兩年後終於重回國家隊。

## 荣誉

### 職業隊
巴黎聖日耳曼
- 法國聯賽盃: 2007-08
- 法國盃: 2009-10
- 法甲聯賽: 2012-13
- 法國超級盃: 2013